# Kennedy Lake Park
Kennedy Lake Park är en park i Kanada.   Den ligger i provinsen British Columbia, i den sydvästra delen av landet, 3 700 km väster om huvudstaden Ottawa. Kennedy Lake Park ligger 16 meter över havet. Den ligger vid sjön Kennedy Lake.
Terrängen runt Kennedy Lake Park är platt åt sydväst, men åt nordost är den kuperad. Trakten är glest befolkad. Närmaste större samhälle är Ucluelet, 11,1 km söder om Kennedy Lake Park. 
I omgivningarna runt Kennedy Lake Park växer i huvudsak barrskog.